# Rational Software Architect
Ne doit pas être confondu avec Rivest Shamir Adleman.
Rational Software Architect est un environnement de développement et de modélisation utilisant UML (Unified Modeling Language) pour concevoir l'architecture d'applications et de webservices écrits en C++ et Java EE. Le logiciel est bâti sur le logiciel open-source Eclipse.

## Présentation
Rational Software Architect est une surcouche du logiciel open-source Eclipse, intégrant de nombreuses fonctionnalités :
1. UML
2. Transformations modèle vers code et code vers modèle
  1. Exemples de transformations modèle vers code :
    1. UML vers Java
    2. UML vers C#
    3. UML vers C++
    4. UML vers EJB
    5. UML vers WSDL
    6. UML vers XSD
    7. UML vers CORBA
    8. UML vers SQL

  2. Exemples de transformations code vers modèle :
    1. Java vers UML
    2. C++ vers UML.
    3. .NET vers UML
3. Inclut toutes les fonctionnalités de Rational Application Developer